# Ndidi Kanu
Ndidi Kanu (* 26. August 1986 in Abuja, Nigeria) ist eine nigerianische Fußballspielerin.

## Karriere

### Verein
Kanu startete ihre Karriere in ihrer Heimatstadt Abuja mit den FTC Queens, bevor sie zu Saisonbeginn 2003/04 in Dänemark's 3F Ligaen zu Odense BK wechselte. Im Sommer 2006 kehrte sie für ein halbes Jahr ihren dänischen Verein OB, nach einer schweren Verletzung den Rücken. Kanu wechselte im August 2006 zurück auf Leihbasis nach Nigeria zu den Remo Queens und kehrte im Februar 2007 zu Odense BK zurück.

### Nationalmannschaft
Kanu gehört seit 2002 zur Nigerianischen Fußballnationalmannschaft der Frauen. Im Sommer 2003 wurde sie in den 35 Frau starken vorläufiger Kader für die FIFA Frauen-Weltmeisterschaft 2004 berufen. In den endgültigen Kader schaffte sie es jedoch nicht und spielte 2004 mit der B-Mannschaft die AWC Qualifikation.